# The Dawn of a Tomorrow (film fra 1924)
The Dawn of a Tomorrow er en amerikansk stumfilm fra 1924 af George Melford.

## Medvirkende
- Jacqueline Logan som Glad
- David Torrence som Oliver Holt
- Raymond Griffith
- Roland Bottomley som Arthur Holt
- Harris Gordon som Nod
- Guy Oliver som Black
- Tempe Pigott som Ginney
- Mabel Van Buren som Bet
- Marguerite Clayton som Madge
- Alma Bennett som Polly
- Warren Roberts som Barney